# John Comyn, Earl of Angus
John Comyn († 1242) war ein schottischer Adeliger und de iure uxoris Earl of Angus.
Sein Vater war Richard Comyn, Lord of Badenoch, Sohn des William Comyn, Earl of Buchan († 1233) vom Clan Comyn.
Spätestens 1242 war er mit Matilda, Countess of Angus, Erbtochter des Malcolm, 5. Earl of Angus, verheiratet und wurde aus ihrem Recht Earl of Angus.
Bereits 1242 starb er auf einem Feldzug unter Heinrich III. von England im Poitou, Frankreich. Seine Ehe blieb kinderlos. Seine Witwe heiratete 1243 Gilbert de Umfraville.